# 阿夫里库尔 (摩泽尔省)
阿夫里库尔（法語：Avricourt，法語發音：[avʁikuʁ]；洛林法兰克语：Avrico）是法国摩泽尔省的一个市镇，与默尔特-摩泽尔省同名市镇相邻，属于萨尔堡-萨兰堡区。

## 地理
阿夫里库尔（48°39'3"N, 6°48'23"E）面积10.32 平方千米，位于法国大東部大區摩泽尔省，该省份为法国东北部内陆省份，是洛林的一部分，西南接默尔特-摩泽尔省，东临下莱茵省，北与卢森堡和德国接壤。
与阿夫里库尔接壤的市镇（或旧市镇、城区）包括：阿姆农库尔、阿夫里库尔、兰特雷、勒蒙库尔、富尔克雷、穆塞、雷希库尔堡。
阿夫里库尔的时区为UTC+01:00、UTC+02:00（夏令时）。

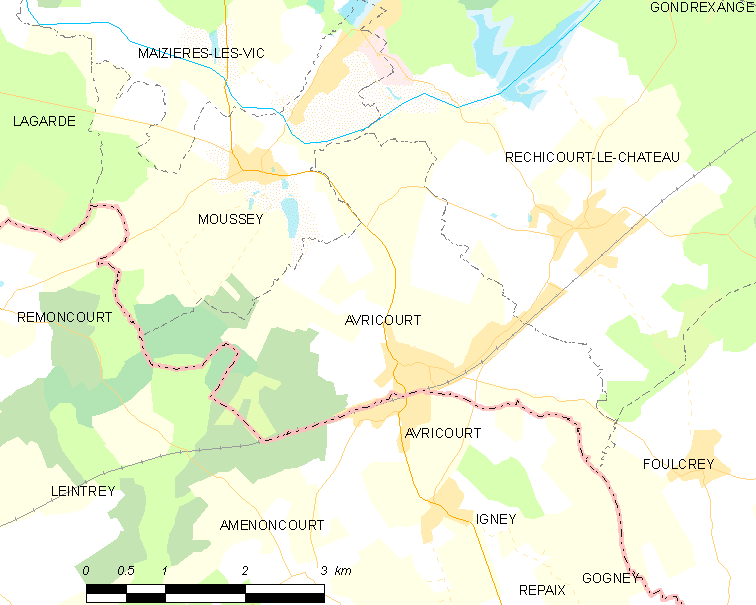
阿夫里库尔的OSM定位图

## 行政
阿夫里库尔的邮政编码为57810，INSEE市镇编码为57042。

## 政治
阿夫里库尔所属的省级选区为萨尔堡县。

## 人口

1962-2008年间阿夫里库尔人口变化图示

阿夫里库尔于2022年1月1日时的人口数量为578人。